# Campeonato de Invierno 2008 (Costa Rica)
El Campeonato de Invierno 2008 fue la edición 91° del torneo de liga de la Primera División del fútbol costarricense, que inició la temporada 2008-09.
El equipo Deportivo Saprissa se proclamó campeón de la temporada, logró su título número «28» y consiguió su segundo pentacampeonato en la historia, tras treinta y un años de haber logrado el primero.

## Sistema de competición
El torneo de la Primera División está conformado en dos partes:
- Fase de clasificación: Se integra por las 16 jornadas del torneo.
- Fase final: Se integra por los cuartos de final, semifinales y final.

### Fase de clasificación
En la fase de clasificación se observará el sistema de puntos. La ubicación en la tabla general está sujeta a lo siguiente:
- Por juego ganado se obtendrán tres puntos.
- Por juego empatado se obtendrá un punto.
- Por juego perdido no se otorgan puntos.

En esta fase participan los 12 clubes de la Primera División jugando en dos grupos A y B durante las 16 jornadas respectivas.
El orden de los clubes al final de la fase de calificación del torneo corresponderá a la suma de los puntos obtenidos por cada uno de ellos y se presentará en forma descendente. Si al finalizar las 16 jornadas del torneo, dos o más clubes estuviesen empatados en puntos, su posición en la tabla general será determinada atendiendo a los siguientes criterios de desempate:
1. Mayor diferencia positiva general de goles. Este resultado se obtiene mediante la sumatoria de los goles anotados a todos los rivales, en cada campeonato menos los goles recibidos de estos.
2. Mayor cantidad de goles a favor, anotados a todos los rivales dentro de la misma competencia.
3. Mejor puntuación particular que hayan conseguido en las confrontaciones particulares entre ellos mismos.
4. Mayor diferencia positiva particular de goles, la cual se obtiene sumando los goles de los equipos empatados y restándole los goles recibidos.
5. Mayor cantidad de goles a favor que hayan conseguido en las confrontaciones entre ellos mismos.
6. Como última alternativa, la UNAFUT realizaría un sorteo para el desempate.

### Fase final
Los seis clubes calificados para esta fase del torneo serán reubicados de acuerdo con el lugar que ocupen en la tabla general al término de la jornada 16, con el puesto del número uno al club mejor clasificado, y así hasta el tercero por cada grupo. Los partidos a esta fase se desarrollan a visita recíproca, en las siguientes etapas:
- Cuartos de final
- Semifinales
- Final

Los líderes de sus respectivos grupos esperarían su rival de la serie de cuartos de final, disputando las semifinales y posteriormente la final por el título.

## Información de los equipos
| Equipo                    | Entrenador           | Ciudad                  | Estadio           | Capacidad | Fundación       |
| ------------------------- | -------------------- | ----------------------- | ----------------- | --------- | --------------- |
| L. D. Alajuelense         | Marcelo Herrera      | Alajuela                | Morera Soto       | 17 895    | 1919 (89 años)  |
| Brujas F. C.              | Mauricio Wright      | Desamparados, San José  | "Cuty" Monge      | 5 500     | 2004 (4 años)   |
| A. D. Carmelita           | Hernán Fernando Sosa | Santa Bárbara, Heredia  | Carlos Alvarado   | 2 000     | 1948 (60 años)  |
| C. S. Cartaginés          | Juan Luis Hernández  | Cartago                 | "Fello" Meza      | 13 500    | 1906 (102 años) |
| C. S. Herediano           | Paulo Wanchope       | Heredia                 | Rosabal Cordero   | 8 721     | 1921 (87 años)  |
| Liberia Mía               | Alain Gay-Hardy      | Liberia, Guanacaste     | Edgardo Baltodano | 5 797     | 1977 (31 años)  |
| Pérez Zeledón             | Carlos Restrepo      | Pérez Zeledón, San José | Pérez Zeledón     | 6 100     | 1991 (17 años)  |
| Puntarenas F. C.          | Enrique Vásquez      | Puntarenas              | "Lito" Pérez      | 4 105     | 2004 (4 años)   |
| A. D. Ramonense           | Marco de Cerqueira   | San Ramón, Alajuela     | Guillermo Vargas  | 2 500     | 1953 (55 años)  |
| A. D. San Carlos          | Juan Carlos Arguedas | San Carlos, Alajuela    | Carlos Ugalde     | 5 600     | 1965 (43 años)  |
| Deportivo Saprissa        | Jeaustin Campos      | Tibás, San José         | Ricardo Saprissa  | 23 112    | 1935 (73 años)  |
| Universidad de Costa Rica | Johnny Chaves        | Montes de Oca, San José | "Cuty" Monge      | 5 500     | 1941 (67 años)  |

### Cambios de entrenadores
| Equipo           | Entrenador (jornadas)                                               |
| ---------------- | ------------------------------------------------------------------- |
| A. D. Ramonense  | Orlando de León (1-6) Ronald Chaves (7-8) Marco de Cerqueira (9-16) |
| A. D. Carmelita  | Mauricio Montero (1-9) Hernán Fernando Sosa (10-16)                 |
| Puntarenas F. C. | Javier Delgado (1-10) Enrique Vásquez (11-16)                       |

### Equipos por provincia
| Saprissa Herediano Carmelita Brujas Alajuelense San Carlos UCR Pérez Zeledón Cartaginés Puntarenas Ramonense Liberia |

| Provincia  | N.º | Equipos                                                           |
| ---------- | --- | ----------------------------------------------------------------- |
| San José   | 4   | Deportivo Saprissa Brujas Pérez Zeledón Universidad de Costa Rica |
| Alajuela   | 3   | Alajuelense San Carlos Ramonense                                  |
| Heredia    | 2   | Herediano Carmelita                                               |
| Cartago    | 1   | Cartaginés                                                        |
| Guanacaste | 1   | Liberia                                                           |
| Puntarenas | 1   | Puntarenas                                                        |

### Ascenso y descenso
| a la Segunda División |
| --------------------- |
| Santos de Guápiles    |

| a la Primera División |
| --------------------- |
| A. D. Ramonense       |

## Fase de clasificación

### Tabla de posiciones

#### Grupo A
| Pos. | Equipo             | Pts. | PJ | PG | PE | PP | GF | GC | Dif. |
| ---- | ------------------ | ---- | -- | -- | -- | -- | -- | -- | ---- |
| 1.º  | Deportivo Saprissa | 29   | 16 | 8  | 5  | 3  | 30 | 15 | 15   |
| 2.º  | Brujas F. C.       | 28   | 16 | 8  | 4  | 4  | 33 | 22 | 11   |
| 3.º  | Liberia Mía        | 24   | 16 | 7  | 3  | 6  | 28 | 30 | −2   |
| 4.º  | Puntarenas F. C.   | 21   | 16 | 6  | 3  | 7  | 22 | 27 | −5   |
| 5.º  | A. D. Ramonense    | 15   | 16 | 3  | 6  | 7  | 19 | 31 | −12  |
| 6.º  | A. D. Carmelita    | 9    | 16 | 0  | 9  | 7  | 21 | 34 | −13  |

|  | Clasifica a las semifinales      |
|  | Clasifica a los cuartos de final |

#### Grupo B
| Pos. | Equipo              | Pts. | PJ | PG | PE | PP | GF | GC | Dif. |
| ---- | ------------------- | ---- | -- | -- | -- | -- | -- | -- | ---- |
| 1.º  | L. D. Alajuelense   | 27   | 16 | 7  | 6  | 3  | 24 | 18 | 6    |
| 2.º  | Pérez Zeledón       | 26   | 16 | 7  | 5  | 4  | 21 | 17 | 4    |
| 3.º  | A. D. San Carlos    | 24   | 16 | 7  | 3  | 6  | 27 | 25 | 2    |
| 4.º  | C. S. Herediano     | 22   | 16 | 6  | 4  | 6  | 21 | 20 | 1    |
| 5.º  | Univ. de Costa Rica | 17   | 16 | 4  | 5  | 7  | 18 | 23 | −5   |
| 6.º  | C. S. Cartaginés    | 16   | 16 | 3  | 7  | 6  | 16 | 18 | −2   |

|  | Clasifica a las semifinales      |
|  | Clasifica a los cuartos de final |

### Resumen de resultados
| Local / Visita            | ADC   | ADR   | SC    | BRU   | CSC   | CSH   | SAP   | LDA   | LIB   | MPZ   | PFC   | UCR   |
| ------------------------- | ----- | ----- | ----- | ----- | ----- | ----- | ----- | ----- | ----- | ----- | ----- | ----- |
| A. D. Carmelita           |       | 1 - 1 |       |       | 0 - 0 | 1 - 2 | 1 - 1 | 0 - 0 | 0 - 2 | 4 - 4 | 2 - 2 |       |
| A. D. Ramonense           | 2 - 2 |       | 2 - 2 | 0 - 3 |       |       | 0 - 0 |       | 4 - 3 |       | 3 - 2 | 2 - 3 |
| A. D. Ramonense           | 2 - 2 | 2 - 2 | 2 - 2 |       |       |       | 0 - 0 |       | 4 - 3 |       | 3 - 2 | 2 - 3 |
| A. D. San Carlos          | 4 - 1 |       |       | 2 - 3 | 1 - 3 |       | 3 - 1 | 2 - 1 | 3 - 1 |       | 3 - 1 | 1 - 0 |
| Brujas F. C.              | 2 - 0 |       |       |       |       | 0 - 2 | 1 - 2 |       | 3 - 0 | 2 - 1 | 3 - 1 | 1 - 1 |
| Brujas F. C.              | 4 - 2 |       |       |       |       | 0 - 2 | 1 - 2 |       | 3 - 0 | 2 - 1 | 3 - 1 | 1 - 1 |
| C. S. Cartaginés          |       | 0 - 0 | 1 - 2 | 0 - 0 |       | 0 - 1 |       | 1 - 2 | 1 - 1 | 1 - 0 |       | 2 - 0 |
| C. S. Herediano           |       | 0 - 1 | 4 - 1 |       | 2 - 0 |       | 1 - 1 | 1 - 3 |       | 1 - 0 |       | 1 - 3 |
| C. S. Herediano           | 2 - 2 | 0 - 1 |       |       | 2 - 0 |       | 1 - 1 | 1 - 3 |       | 1 - 0 |       | 1 - 3 |
| Deportivo Saprissa        | 1 - 1 | 5 - 0 |       | 3 - 2 | 1 - 1 |       |       | 2 - 1 | 5 - 0 |       | 3 - 0 | 2 - 0 |
| L. D. Alajuelense         |       | 2 - 0 | 1 - 0 | 2 - 1 | 1 - 1 | 1 - 1 |       |       | 3 - 3 | 3 - 2 |       | 1 - 1 |
| Liberia Mía               | 4 - 3 | 2 - 1 |       | 2 - 2 |       | 2 - 1 | 2 - 1 |       |       |       | 3 - 1 | 3 - 0 |
| Liberia Mía               | 4 - 3 | 2 - 1 | 0 - 1 | 2 - 2 |       | 2 - 1 | 2 - 1 |       |       |       |       | 3 - 0 |
| Pérez Zeledón             |       | 2 - 1 | 0 - 0 |       | 2 - 1 | 0 - 0 | 1 - 0 | 2 - 2 | 1 - 0 |       |       |       |
| Pérez Zeledón             | 2 - 1 | 2 - 1 |       |       | 2 - 1 | 0 - 0 | 1 - 0 | 2 - 2 | 1 - 0 |       |       |       |
| Puntarenas F. C.          | 3 - 1 | 2 - 0 |       | 2 - 4 | 2 - 1 | 2 - 1 | 1 - 2 | 1 - 1 |       | 1 - 1 |       |       |
| Universidad de Costa Rica | 2 - 2 |       | 2 - 0 |       | 3 - 3 | 3 - 1 |       | 0 - 1 |       | 0 - 2 | 0 - 0 |       |
| Universidad de Costa Rica | 2 - 2 | 0 - 1 | 2 - 0 |       | 3 - 3 | 3 - 1 |       | 0 - 1 |       |       | 0 - 0 |       |

|  | Victoria del equipo local     |
|  | Empate                        |
|  | Victoria del equipo visitante |

## Fase final
|  | Cuartos de final                                       | Cuartos de final                                       | Cuartos de final                                       | Cuartos de final                                       |   |      | Semifinales                                        | Semifinales                                        | Semifinales                                        | Semifinales                                        |  |    | Final                                          | Final                                          | Final                                          | Final                                          |  |
|  | 26 / 30 de noviembre (ida) 3 / 7 de diciembre (vuelta) | 26 / 30 de noviembre (ida) 3 / 7 de diciembre (vuelta) | 26 / 30 de noviembre (ida) 3 / 7 de diciembre (vuelta) | 26 / 30 de noviembre (ida) 3 / 7 de diciembre (vuelta) |   |      | 7 / 11 de diciembre (ida) 14 de diciembre (vuelta) | 7 / 11 de diciembre (ida) 14 de diciembre (vuelta) | 7 / 11 de diciembre (ida) 14 de diciembre (vuelta) | 7 / 11 de diciembre (ida) 14 de diciembre (vuelta) |  |    | 17 de diciembre (ida) 20 de diciembre (vuelta) | 17 de diciembre (ida) 20 de diciembre (vuelta) | 17 de diciembre (ida) 20 de diciembre (vuelta) | 17 de diciembre (ida) 20 de diciembre (vuelta) |  |
|  |                                                        |                                                        |                                                        |                                                        |   |      |                                                    |                                                    |                                                    |                                                    |  |    |                                                |                                                |                                                |                                                |  |
|  |                                                        |                                                        |                                                        |                                                        |   |      |                                                    |                                                    |                                                    |                                                    |  |    |                                                |                                                |                                                |                                                |  |
|  |                                                        |                                                        |                                                        |                                                        |   |      |                                                    |                                                    |                                                    |                                                    |  |    |                                                |                                                |                                                |                                                |  |
|  |                                                        |                                                        |                                                        |                                                        |   |      |                                                    |                                                    |                                                    |                                                    |  |    |                                                |                                                |                                                |                                                |  |
|  |                                                        |                                                        |                                                        |                                                        |   |      |                                                    |                                                    |                                                    |                                                    |  |    |                                                |                                                |                                                |                                                |  |
|  |                                                        | 1° A                                                   | Deportivo Saprissa                                     | 1                                                      | 4 |      |                                                    |                                                    |                                                    |                                                    |  |    |                                                |                                                |                                                |                                                |  |
|  |                                                        |                                                        |                                                        |                                                        | 4 |      |                                                    |                                                    |                                                    |                                                    |  |    |                                                |                                                |                                                |                                                |  |
|  |                                                        |                                                        | G1                                                     | Pérez Zeledón                                          | 1 | 2    |                                                    |                                                    |                                                    |                                                    |  |    |                                                |                                                |                                                |                                                |  |
|  | 2° B                                                   | Pérez Zeledón                                          | G1                                                     | Pérez Zeledón                                          | 1 | 2    | 2                                                  | 0 (4)                                              |                                                    |                                                    |  |    |                                                |                                                |                                                |                                                |  |
|  | 2° B                                                   | Pérez Zeledón                                          |                                                        |                                                        |   |      |                                                    |                                                    |                                                    |                                                    |  |    |                                                |                                                |                                                |                                                |  |
|  | 3° A                                                   | Liberia Mía                                            | 2                                                      | 0 (3)                                                  |   |      |                                                    |                                                    |                                                    |                                                    |  |    |                                                |                                                |                                                |                                                |  |
|  | 3° A                                                   | Liberia Mía                                            | 2                                                      | 0 (3)                                                  |   |      |                                                    |                                                    |                                                    |                                                    |  | F1 | Deportivo Saprissa                             | 0                                              | 3                                              |                                                |  |
|  |                                                        |                                                        |                                                        |                                                        |   |      |                                                    |                                                    |                                                    |                                                    |  | F1 | Deportivo Saprissa                             | 0                                              | 3                                              |                                                |  |
|  |                                                        |                                                        | F2                                                     | L. D. Alajuelense                                      | 2 | 0    |                                                    |                                                    |                                                    |                                                    |  |    |                                                |                                                |                                                |                                                |  |
|  | 2° A                                                   | Brujas F. C.                                           | F2                                                     | L. D. Alajuelense                                      | 2 | 0    | 0                                                  | 1                                                  |                                                    |                                                    |  |    |                                                |                                                |                                                |                                                |  |
|  | 2° A                                                   | Brujas F. C.                                           |                                                        |                                                        |   |      |                                                    |                                                    |                                                    |                                                    |  |    |                                                |                                                |                                                |                                                |  |
|  | 3° B                                                   | A. D. San Carlos                                       | 2                                                      | 1                                                      |   |      |                                                    |                                                    |                                                    |                                                    |  |    |                                                |                                                |                                                |                                                |  |
|  | 3° B                                                   | A. D. San Carlos                                       | 2                                                      | 1                                                      |   | 1° B | L. D. Alajuelense                                  | 1                                                  | 3                                                  |                                                    |  |    |                                                |                                                |                                                |                                                |  |
|  |                                                        |                                                        |                                                        |                                                        |   | 1° B | L. D. Alajuelense                                  | 1                                                  | 3                                                  |                                                    |  |    |                                                |                                                |                                                |                                                |  |
|  |                                                        |                                                        | G2                                                     | A. D. San Carlos                                       | 2 | 1    |                                                    |                                                    |                                                    |                                                    |  |    |                                                |                                                |                                                |                                                |  |
|  |                                                        |                                                        | G2                                                     | A. D. San Carlos                                       | 2 | 1    |                                                    |                                                    |                                                    |                                                    |  |    |                                                |                                                |                                                |                                                |  |
|  |                                                        |                                                        |                                                        |                                                        |   |      |                                                    |                                                    |                                                    |                                                    |  |    |                                                |                                                |                                                |                                                |  |
|  |                                                        |                                                        |                                                        |                                                        |   |      |                                                    |                                                    |                                                    |                                                    |  |    |                                                |                                                |                                                |                                                |  |
|  |                                                        |                                                        |                                                        |                                                        |   |      |                                                    |                                                    |                                                    |                                                    |  |    |                                                |                                                |                                                |                                                |  |
|  |                                                        |                                                        |                                                        |                                                        |   |      |                                                    |                                                    |                                                    |                                                    |  |    |                                                |                                                |                                                |                                                |  |

### Cuartos de final

#### Pérez Zeledón - Liberia Mía
| 26 de noviembre de 2008, 20:00 | Liberia Mía                                                               | 2:2 (0:1) | Pérez Zeledón                                                       | Estadio Edgardo Baltodano, Liberia, Guanacaste |                                    |
|                                | - William Sunsing 47' (Harold Wallace ) - Pablo Salazar 63' (Minor Díaz ) | Reporte   | - Luis Pérez 30' (Luis Gallo ) - Rodrigo Salomón 70' (Juan Guzmán ) | Árbitro(s): Jeffrey Solís Calderón             | Árbitro(s): Jeffrey Solís Calderón |

| 7 de diciembre de 2008, 16:00 | Pérez Zeledón                                                                        | 0:0 (4:3 p.)               | Liberia Mía                                                                           | Estadio Municipal, Pérez Zeledón, San José |                            |
|                               |                                                                                      | Reporte                    |                                                                                       | Árbitro(s): Randall Poveda                 | Árbitro(s): Randall Poveda |
|                               |                                                                                      | Tiros desde el punto penal |                                                                                       |                                            |                            |
|                               | - Diego País - Juan Gabriel Guzmán - Tirso Guío - Rodrigo Salomón - Marcos Hernández |                            | - José Carlos Cancela - Víctor Núñez - Esteban Sirias - Allan Alemán - Harold Wallace |                                            |                            |

#### Brujas - San Carlos
| 30 de noviembre de 2008, 11:15                           | A. D. San Carlos                                                         | 2:0 (1:0) | Brujas F. C. | Estadio Carlos Ugalde, San Carlos, Alajuela |                             |
|                                                          | - Luis Arroyo 27' (Álvaro Sánchez ) - Carlos Clark 73' (Álvaro Sánchez ) | Reporte   |              | Árbitro(s): Mario Barrantes                 | Árbitro(s): Mario Barrantes |
| El partido fue reprogramado debido a una lluvia intensa. |                                                                          |           |              |                                             |                             |

| 3 de diciembre de 2008, 15:00 | Brujas F. C.        | 1:1 (1:1) | A. D. San Carlos     | Estadio "Cuty" Monge, Desamparados, San José |                            |
|                               | - Saúl Phillips 35' | Reporte   | - Álvaro Sánchez 42' | Árbitro(s): Wálter Quesada                   | Árbitro(s): Wálter Quesada |

### Semifinales

#### Alajuelense - San Carlos
| 7 de diciembre de 2008, 11:00 | A. D. San Carlos                                                           | 2:1 (1:0) | L. D. Alajuelense     | Estadio Carlos Ugalde, San Carlos, Alajuela |                         |
|                               | - Carlos Clark 27' (Álvaro Sánchez ) - Johnny Woodly 45' (Álvaro Sánchez ) | Reporte   | - Ariel Rodríguez 64' | Árbitro(s): Rafael Vega                     | Árbitro(s): Rafael Vega |

| 14 de diciembre de 2008, 16:30 | L. D. Alajuelense                                                     | 3:1 (2:1) | A. D. San Carlos    | Estadio Morera Soto, Alajuela |                            |
|                                | - Jean Carlos Solórzano 38' - Ariel Rodríguez 40' - Pablo Herrera 68' | Reporte   | - Carlos Acosta 23' | Árbitro(s): Randall Poveda    | Árbitro(s): Randall Poveda |

#### Saprissa - Pérez Zeledón
| 11 de diciembre de 2008, 19:00 | Pérez Zeledón                 | 1:1 (0:0) | Deportivo Saprissa                 | Estadio Municipal, Pérez Zeledón, San José |                            |
|                                | - Luis Lara 58' (Tirso Guío ) | Reporte   | - Celso Borges 52' (Andrés Núñez ) | Árbitro(s): Ricardo Cerdas                 | Árbitro(s): Ricardo Cerdas |

| 14 de diciembre de 2008, 16:00 | Deportivo Saprissa | 4:2 (2:0) | Pérez Zeledón                                                                     | Estadio Ricardo Saprissa, Tibás, San José |                         |
|                                | - Walter Centeno 13' (Armando Alonso ) - Andrés Núñez 26' (Alejandro Alpízar ) - Celso Borges 67' (Walter Centeno ) - Armando Alonso 69' (Rónald Gómez ) | Reporte   | - Luis Venegas 61' (Jewisson Bennett ) - Jewisson Bennett 63' (Marcos Hernández ) | Árbitro(s): Rafael Vega                   | Árbitro(s): Rafael Vega |

### Final

#### Saprissa - Alajuelense
| 17 de diciembre de 2008, 20:00 | L. D. Alajuelense                                  | 2:0 (1:0) | Deportivo Saprissa | Estadio Morera Soto, Alajuela |                            |
|                                | - Pablo Herrera 35' - Cristian Oviedo 90+2' (pen.) | Reporte   |                    | Árbitro(s): Wálter Quesada    | Árbitro(s): Wálter Quesada |

| 20 de diciembre de 2008, 19:00 | Deportivo Saprissa | 3:0 (2:0) | L. D. Alajuelense | Estadio Ricardo Saprissa, Tibás, San José |                            |
|                                | - Alejandro Alpízar 12' (Armando Alonso ) - Armando Alonso 13' (Alejandro Alpízar ) - Jairo Arrieta 84' (Walter Centeno ) | Reporte   |                   | Árbitro(s): Randall Poveda                | Árbitro(s): Randall Poveda |

#### Final - ida
| -     | POR   | Patrick Pemberton     |     |
|       | DEF   | Carlos Castro         |     |
|       | DEF   | Giancarlo González    |     |
|       | DEF   | Christian Montero     |     |
|       | DEF   | Juan Ignacio Sills    |     |
|       | MED   | Ariel Rodríguez       | 80' |
|       | MED   | Cristian Oviedo       |     |
|       | MED   | Pablo Herrera         |     |
|       | MED   | Daniel Juárez         |     |
|       | DEL   | Argenis Fernández     | 60' |
|       | DEL   | Jean Carlos Solórzano | 84' |
| D. T. | D. T. | Marcelo Herrera       |     |

| -     | POR   | Keylor Navas       |       |
|       | DEF   | Víctor Cordero     |       |
|       | DEF   | Alexander Robinson |       |
|       | DEF   | Jervis Drummond    |       |
|       | DEF   | Andrés Núñez       |       |
|       | MED   | Michael Barrantes  |       |
|       | MED   | Walter Centeno     |       |
|       | MED   | Celso Borges       |       |
|       | MED   | Armando Alonso     | 90+2' |
|       | DEL   | Alonso Solís       | 55'   |
|       | DEL   | Alejandro Alpízar  | 68'   |
| D. T. | D. T. | Jeaustin Campos    |       |

| - | Delantero | Marco Ureña     | 60' |
|   | Defensa   | Dave Myrie      | 80' |
|   | Delantero | Windell Gabriel | 84' |

| - | Delantero      | Rónald Gómez    | 55'   |
|   | Delantero      | Jairo Arrieta   | 68'   |
|   | Centrocampista | Esteban Ramírez | 90+2' |

| 35' · 90+2' | Pablo Herrera Cristian Oviedo | 1:0 2:0 |

| 88' | Marco Ureña |

| 37' | Andrés Núñez |

| Principal  | Wálter Quesada   |
| Asistentes | Édgar Otárola    |
|            | Carlos Fernández |

| -     | POR   | Patrick Pemberton     |     |
|       | DEF   | Carlos Castro         |     |
|       | DEF   | Giancarlo González    |     |
|       | DEF   | Christian Montero     |     |
|       | DEF   | Juan Ignacio Sills    |     |
|       | MED   | Ariel Rodríguez       | 80' |
|       | MED   | Cristian Oviedo       |     |
|       | MED   | Pablo Herrera         |     |
|       | MED   | Daniel Juárez         |     |
|       | DEL   | Argenis Fernández     | 60' |
|       | DEL   | Jean Carlos Solórzano | 84' |
| D. T. | D. T. | Marcelo Herrera       |     |

| -     | POR   | Keylor Navas       |       |
|       | DEF   | Víctor Cordero     |       |
|       | DEF   | Alexander Robinson |       |
|       | DEF   | Jervis Drummond    |       |
|       | DEF   | Andrés Núñez       |       |
|       | MED   | Michael Barrantes  |       |
|       | MED   | Walter Centeno     |       |
|       | MED   | Celso Borges       |       |
|       | MED   | Armando Alonso     | 90+2' |
|       | DEL   | Alonso Solís       | 55'   |
|       | DEL   | Alejandro Alpízar  | 68'   |
| D. T. | D. T. | Jeaustin Campos    |       |

| - | Delantero | Marco Ureña     | 60' |
|   | Defensa   | Dave Myrie      | 80' |
|   | Delantero | Windell Gabriel | 84' |

| - | Delantero      | Rónald Gómez    | 55'   |
|   | Delantero      | Jairo Arrieta   | 68'   |
|   | Centrocampista | Esteban Ramírez | 90+2' |

| 35' · 90+2' | Pablo Herrera Cristian Oviedo | 1:0 2:0 |

| 88' | Marco Ureña |

| 37' | Andrés Núñez |

| Principal  | Wálter Quesada   |
| Asistentes | Édgar Otárola    |
|            | Carlos Fernández |

| -     | POR   | Patrick Pemberton     |     |
|       | DEF   | Carlos Castro         |     |
|       | DEF   | Giancarlo González    |     |
|       | DEF   | Christian Montero     |     |
|       | DEF   | Juan Ignacio Sills    |     |
|       | MED   | Ariel Rodríguez       | 80' |
|       | MED   | Cristian Oviedo       |     |
|       | MED   | Pablo Herrera         |     |
|       | MED   | Daniel Juárez         |     |
|       | DEL   | Argenis Fernández     | 60' |
|       | DEL   | Jean Carlos Solórzano | 84' |
| D. T. | D. T. | Marcelo Herrera       |     |

| -     | POR   | Keylor Navas       |       |
|       | DEF   | Víctor Cordero     |       |
|       | DEF   | Alexander Robinson |       |
|       | DEF   | Jervis Drummond    |       |
|       | DEF   | Andrés Núñez       |       |
|       | MED   | Michael Barrantes  |       |
|       | MED   | Walter Centeno     |       |
|       | MED   | Celso Borges       |       |
|       | MED   | Armando Alonso     | 90+2' |
|       | DEL   | Alonso Solís       | 55'   |
|       | DEL   | Alejandro Alpízar  | 68'   |
| D. T. | D. T. | Jeaustin Campos    |       |

| - | Delantero | Marco Ureña     | 60' |
|   | Defensa   | Dave Myrie      | 80' |
|   | Delantero | Windell Gabriel | 84' |

| - | Delantero      | Rónald Gómez    | 55'   |
|   | Delantero      | Jairo Arrieta   | 68'   |
|   | Centrocampista | Esteban Ramírez | 90+2' |

| 35' · 90+2' | Pablo Herrera Cristian Oviedo | 1:0 2:0 |

| 88' | Marco Ureña |

| 37' | Andrés Núñez |

| Principal  | Wálter Quesada   |
| Asistentes | Édgar Otárola    |
|            | Carlos Fernández |

| -     | POR   | Patrick Pemberton     |     |
|       | DEF   | Carlos Castro         |     |
|       | DEF   | Giancarlo González    |     |
|       | DEF   | Christian Montero     |     |
|       | DEF   | Juan Ignacio Sills    |     |
|       | MED   | Ariel Rodríguez       | 80' |
|       | MED   | Cristian Oviedo       |     |
|       | MED   | Pablo Herrera         |     |
|       | MED   | Daniel Juárez         |     |
|       | DEL   | Argenis Fernández     | 60' |
|       | DEL   | Jean Carlos Solórzano | 84' |
| D. T. | D. T. | Marcelo Herrera       |     |

| -     | POR   | Keylor Navas       |       |
|       | DEF   | Víctor Cordero     |       |
|       | DEF   | Alexander Robinson |       |
|       | DEF   | Jervis Drummond    |       |
|       | DEF   | Andrés Núñez       |       |
|       | MED   | Michael Barrantes  |       |
|       | MED   | Walter Centeno     |       |
|       | MED   | Celso Borges       |       |
|       | MED   | Armando Alonso     | 90+2' |
|       | DEL   | Alonso Solís       | 55'   |
|       | DEL   | Alejandro Alpízar  | 68'   |
| D. T. | D. T. | Jeaustin Campos    |       |

| - | Delantero | Marco Ureña     | 60' |
|   | Defensa   | Dave Myrie      | 80' |
|   | Delantero | Windell Gabriel | 84' |

| - | Delantero      | Rónald Gómez    | 55'   |
|   | Delantero      | Jairo Arrieta   | 68'   |
|   | Centrocampista | Esteban Ramírez | 90+2' |

| 35' · 90+2' | Pablo Herrera Cristian Oviedo | 1:0 2:0 |

| 88' | Marco Ureña |

| 37' | Andrés Núñez |

| Principal  | Wálter Quesada   |
| Asistentes | Édgar Otárola    |
|            | Carlos Fernández |

#### Final - vuelta
| -     | POR   | Keylor Navas       |       |
|       | DEF   | Víctor Cordero     |       |
|       | DEF   | Jervis Drummond    |       |
|       | DEF   | Alexander Robinson |       |
|       | DEF   | Fernando Paniagua  | 73'   |
|       | MED   | Armando Alonso     |       |
|       | MED   | Celso Borges       |       |
|       | MED   | Michael Barrantes  |       |
|       | MED   | Walter Centeno     |       |
|       | DEL   | Alejandro Alpízar  | 90+1' |
|       | DEL   | Alonso Solís       | 89'   |
| D. T. | D. T. | Jeaustin Campos    |       |

| -     | POR   | Patrick Pemberton     |     |
|       | DEF   | Rudy Dawson           |     |
|       | DEF   | Christian Montero     |     |
|       | DEF   | Giancarlo González    |     |
|       | DEF   | Carlos Castro         | 88' |
|       | MED   | Cristian Oviedo       |     |
|       | MED   | Olger Guzmán          | 62' |
|       | MED   | Pablo Herrera         |     |
|       | MED   | Daniel Juárez         |     |
|       | DEL   | Argenis Fernández     |     |
|       | DEL   | Jean Carlos Solórzano |     |
| D. T. | D. T. | Marcelo Herrera       |     |

| - | Delantero | Jairo Arrieta  | 73'   |
|   | Defensa   | Randall Porras | 89'   |
|   | Delantero | Rónald Gómez   | 90+1' |

| - | Defensa   | Dave Myrie   | 62' |
|   | Delantero | Martín Civit | 88' |

| 12' · 13' · 84' | Alejandro Alpízar Armando Alonso Jairo Arrieta | 1:0 2:0 3:0 |

| 57' | Alexander Robinson |

| 57' | Argenis Fernández |

| Principal  | Randall Poveda |
| Asistentes | Leonel Leal    |
|            | Erick Arias    |

| -     | POR   | Keylor Navas       |       |
|       | DEF   | Víctor Cordero     |       |
|       | DEF   | Jervis Drummond    |       |
|       | DEF   | Alexander Robinson |       |
|       | DEF   | Fernando Paniagua  | 73'   |
|       | MED   | Armando Alonso     |       |
|       | MED   | Celso Borges       |       |
|       | MED   | Michael Barrantes  |       |
|       | MED   | Walter Centeno     |       |
|       | DEL   | Alejandro Alpízar  | 90+1' |
|       | DEL   | Alonso Solís       | 89'   |
| D. T. | D. T. | Jeaustin Campos    |       |

| -     | POR   | Patrick Pemberton     |     |
|       | DEF   | Rudy Dawson           |     |
|       | DEF   | Christian Montero     |     |
|       | DEF   | Giancarlo González    |     |
|       | DEF   | Carlos Castro         | 88' |
|       | MED   | Cristian Oviedo       |     |
|       | MED   | Olger Guzmán          | 62' |
|       | MED   | Pablo Herrera         |     |
|       | MED   | Daniel Juárez         |     |
|       | DEL   | Argenis Fernández     |     |
|       | DEL   | Jean Carlos Solórzano |     |
| D. T. | D. T. | Marcelo Herrera       |     |

| - | Delantero | Jairo Arrieta  | 73'   |
|   | Defensa   | Randall Porras | 89'   |
|   | Delantero | Rónald Gómez   | 90+1' |

| - | Defensa   | Dave Myrie   | 62' |
|   | Delantero | Martín Civit | 88' |

| 12' · 13' · 84' | Alejandro Alpízar Armando Alonso Jairo Arrieta | 1:0 2:0 3:0 |

| 57' | Alexander Robinson |

| 57' | Argenis Fernández |

| Principal  | Randall Poveda |
| Asistentes | Leonel Leal    |
|            | Erick Arias    |

| -     | POR   | Keylor Navas       |       |
|       | DEF   | Víctor Cordero     |       |
|       | DEF   | Jervis Drummond    |       |
|       | DEF   | Alexander Robinson |       |
|       | DEF   | Fernando Paniagua  | 73'   |
|       | MED   | Armando Alonso     |       |
|       | MED   | Celso Borges       |       |
|       | MED   | Michael Barrantes  |       |
|       | MED   | Walter Centeno     |       |
|       | DEL   | Alejandro Alpízar  | 90+1' |
|       | DEL   | Alonso Solís       | 89'   |
| D. T. | D. T. | Jeaustin Campos    |       |

| -     | POR   | Patrick Pemberton     |     |
|       | DEF   | Rudy Dawson           |     |
|       | DEF   | Christian Montero     |     |
|       | DEF   | Giancarlo González    |     |
|       | DEF   | Carlos Castro         | 88' |
|       | MED   | Cristian Oviedo       |     |
|       | MED   | Olger Guzmán          | 62' |
|       | MED   | Pablo Herrera         |     |
|       | MED   | Daniel Juárez         |     |
|       | DEL   | Argenis Fernández     |     |
|       | DEL   | Jean Carlos Solórzano |     |
| D. T. | D. T. | Marcelo Herrera       |     |

| - | Delantero | Jairo Arrieta  | 73'   |
|   | Defensa   | Randall Porras | 89'   |
|   | Delantero | Rónald Gómez   | 90+1' |

| - | Defensa   | Dave Myrie   | 62' |
|   | Delantero | Martín Civit | 88' |

| 12' · 13' · 84' | Alejandro Alpízar Armando Alonso Jairo Arrieta | 1:0 2:0 3:0 |

| 57' | Alexander Robinson |

| 57' | Argenis Fernández |

| Principal  | Randall Poveda |
| Asistentes | Leonel Leal    |
|            | Erick Arias    |

| -     | POR   | Keylor Navas       |       |
|       | DEF   | Víctor Cordero     |       |
|       | DEF   | Jervis Drummond    |       |
|       | DEF   | Alexander Robinson |       |
|       | DEF   | Fernando Paniagua  | 73'   |
|       | MED   | Armando Alonso     |       |
|       | MED   | Celso Borges       |       |
|       | MED   | Michael Barrantes  |       |
|       | MED   | Walter Centeno     |       |
|       | DEL   | Alejandro Alpízar  | 90+1' |
|       | DEL   | Alonso Solís       | 89'   |
| D. T. | D. T. | Jeaustin Campos    |       |

| -     | POR   | Patrick Pemberton     |     |
|       | DEF   | Rudy Dawson           |     |
|       | DEF   | Christian Montero     |     |
|       | DEF   | Giancarlo González    |     |
|       | DEF   | Carlos Castro         | 88' |
|       | MED   | Cristian Oviedo       |     |
|       | MED   | Olger Guzmán          | 62' |
|       | MED   | Pablo Herrera         |     |
|       | MED   | Daniel Juárez         |     |
|       | DEL   | Argenis Fernández     |     |
|       | DEL   | Jean Carlos Solórzano |     |
| D. T. | D. T. | Marcelo Herrera       |     |

| - | Delantero | Jairo Arrieta  | 73'   |
|   | Defensa   | Randall Porras | 89'   |
|   | Delantero | Rónald Gómez   | 90+1' |

| - | Defensa   | Dave Myrie   | 62' |
|   | Delantero | Martín Civit | 88' |

| 12' · 13' · 84' | Alejandro Alpízar Armando Alonso Jairo Arrieta | 1:0 2:0 3:0 |

| 57' | Alexander Robinson |

| 57' | Argenis Fernández |

| Principal  | Randall Poveda |
| Asistentes | Leonel Leal    |
|            | Erick Arias    |

|                            |
| Campeón Deportivo Saprissa |
| 28° título                 |

## Estadísticas

### Tabla de goleadores
Lista con los máximos goleadores del torneo. Estadísticas detalladas con partidos jugados y número de penales concretados.
| Pos. | Jugador               | Equipo             | Goles |
| ---- | --------------------- | ------------------ | ----- |
| 1.º  | Víctor Núñez          | Liberia Mía        | 12    |
| 2.º  | Diego País            | Pérez Zeledón      | 8     |
| 3.º  | Alejandro Alpízar     | Deportivo Saprissa | 7     |
| 4.º  | Álvaro Sánchez        | A. D. San Carlos   | 6     |
| 4.º  | Jacques Rémy          | Liberia Mía        | 6     |
| 4.º  | Jean Carlos Solórzano | L. D. Alajuelense  | 6     |
| 4.º  | Mauricio Solís        | C. S. Herediano    | 6     |
| 8.º  | Alejandro Sequeira    | A. D. Ramonense    | 5     |
| 8.º  | Armando Alonso        | Deportivo Saprissa | 5     |
| 8.º  | Keilor Soto           | Brujas F. C.       | 5     |
| 8.º  | Mario Camacho         | Puntarenas F. C.   | 5     |
| 8.º  | Pablo Brenes          | Brujas F. C.       | 5     |